# Elektro

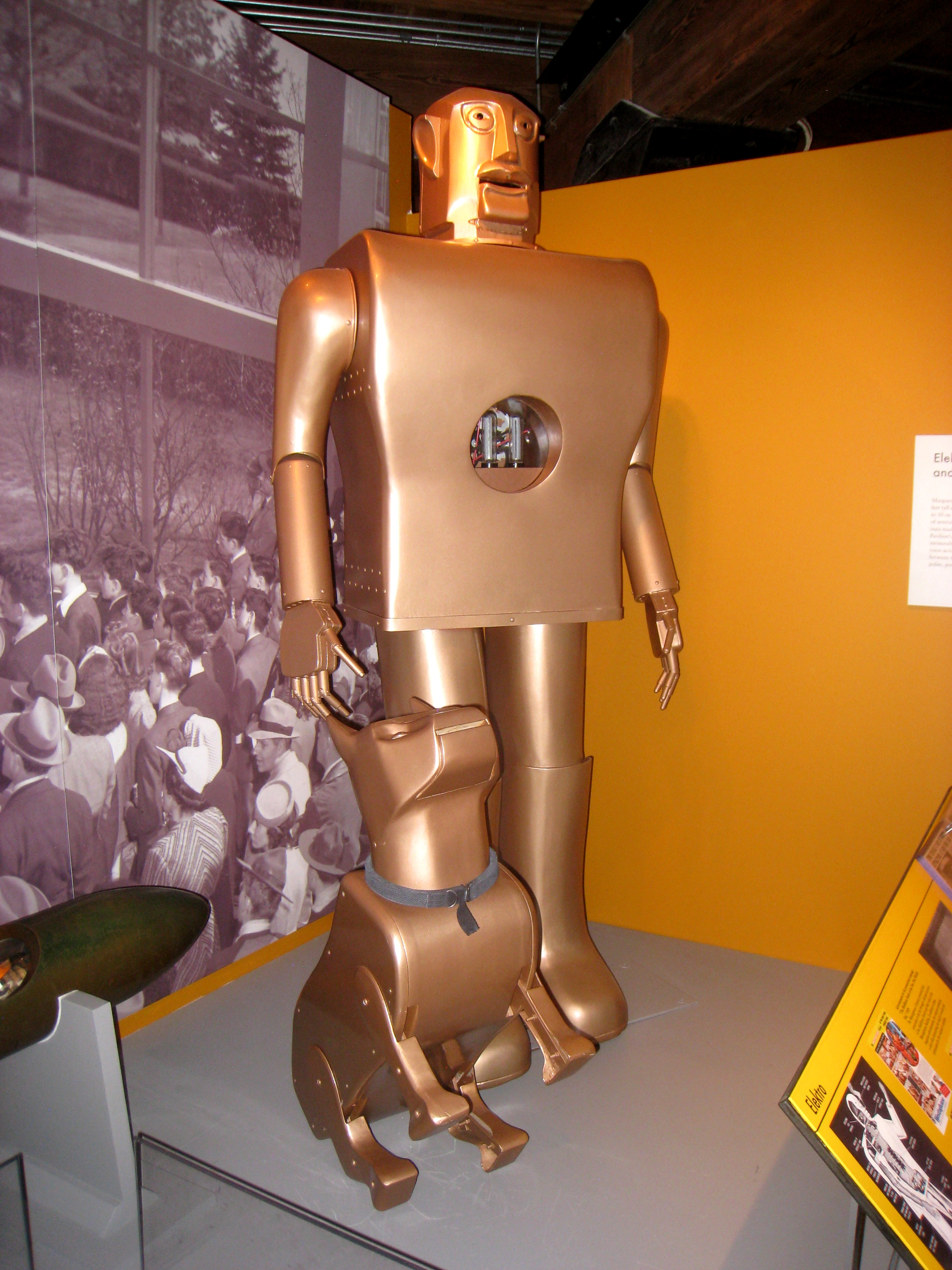
Elektro i el gos Sparko al Senator John Heinz History Center

Elektro és el sobrenom del primer robot que va ser creat per la Westinghouse Electric Corporation, a les instal·lacions de Mansfield, Ohio, entre 1937 i 1938. Aquest robot d'aparença humanoide fa 2,1 metres d'altura, pesa 120 kg, i podia caminar per ordre de veu, dir 700 paraules, gràcies a un fonògraf de 78 rpm, moure el cap i els braços, fumar cigarretes i inflar globus.
El seu cos consistia en un engranatge d'acer, una càmera i el seu esquelet motor de lleves, recobert per una pell d'alumini. Una lleva és un element mecànic fet d'algun material que va subjecte a un eix i té un contorn amb forma especial, aquesta coberta d'una pell d'alumini. El 2013 es va exposar una rèplica d'Elektro a The Henry Ford Museum a Dearborn, MI.
El seu cervell consistia en 48 relés elèctrics que funcionaven com una centraleta telefònica. Els seus "ulls" podien distingir la llum vermella i la verda, podia caminar a poc a poc quan se li demanava amb un to adequat fent servir un telèfon incorporat. Va ser exhibit a la Fira Mundial de Nova York del 1939 i va tornar a aparèixer en aquesta fira el 1940, amb "Sparko", un gos robot que podia bordar, asseure's i pidolar als humans.
Elektro va estar de gira pel nord d'Amèrica el 1950, participant en actes promocionals de Westinghouse, i al parc temàtic Pacific Ocean de Venice, Califòrnia a finals del 50 i principis del 60.
Elektro també ha participat en algunes pel·lícules com per exemple "Sex Kittens Go to College" de l'any 1960, on interpretava a Sam Thinko.
Actualment és propietat de Mansfield Memorial Museum, que l'exposa com el robot americà més antic conservat al món.